# Oscarinus crassulus
Oscarinus crassulus är en skalbaggsart som beskrevs av Horn 1870. Oscarinus crassulus ingår i släktet Oscarinus och familjen Aphodiidae. Inga underarter finns listade i Catalogue of Life.